# 三木彩加
三木 彩加（みき あやか、1985年3月30日 - ）は、大阪府出身の女性モデル・タレント。プリッツコーポレーション所属。
2008年11月9日のSUPER GT最終戦（富士スピードウェイ）にて、ECLIPSEレディとしてスポット参戦した。

## 主な活動
- 2007年：「東京モーターショー」ECLIPSE（富士通テン）コンパニオン
- 2007年：三菱自動車カーライフプロダクツ「ROAR Girls」
- 2011年：「東京オートサロン」ブリヂストンコンパニオン
- 撮影会モデル
- テレビ番組「ゴールデンスロット」出演（渡辺正行と共演）

など

## リリース作品

### DVD
- ミキぷるる～ん（竹書房、2007年10月19日発売）